# Abies hidalgensis
Abies hidalgensis (ялиця Ідальго, ісп. Abete de Hidalgo) — вид ялиць родини соснових. Видовий епітет вказує на мексиканський штат Ідальго, де вид був уперше зібраний.

## Поширення, екологія
Країни поширення: Мексика (Ідальго). Типова місцевість знаходиться в крутій ущелині в горах Сьєрра-Мадре на висоті бл. 2000-2300 м. Росте в хмарному лісі разом з Alnus firmifolia, Buddleia cordata, Cupressus lusitanica, Pinus patula, Pinus teocote, Sambucus mexicana і т.д.

## Опис
Дерево з прямим стовбуром і конічною кроною. Кора гладка, світло-сіра, з віком стає товстою, тріщинуватою в нерегулярних великих пластинах, з червоною внутрішньою корою. Листяні бруньки невеликі, частково приховані, злегка смолисті, з до 15 трикутними лусочками. Листя блискуче темно-або тьмяно сіро-зелене, м'яко-гнучке (тіньове листя) або товсте, соковите (листя осоння), лінійне, вигнуте трохи вниз або вперед, розміром (1)3–5(6) см × 1,5 мм, вершина виїмчаста.
Пилкові шишки бічні, 10–12 мм довжиною на 3 мм стеблах. Насіннєві шишки бічна, прямостоячі, на 4–10 мм квітконосах, циліндричні, довжиною 6,5–8 см, шириною 3,5–4 см, зелені, з тупо закругленими вершинами. Насіння вузько трикутні зі світлими жовтувато-сірими крилами.

## Використання
Використання не зафіксовано для цього виду.

## Загрози та охорона
Загрози не були визначені. Великі пожежі можуть поставити вид у крайню небезпеку.